# Phyciodes distincta
Phyciodes distincta är en fjärilsart som beskrevs av Bauer 1975. Phyciodes distincta ingår i släktet Phyciodes och familjen praktfjärilar. Inga underarter finns listade i Catalogue of Life.